# Avalon (Al-Jolson-Lied)

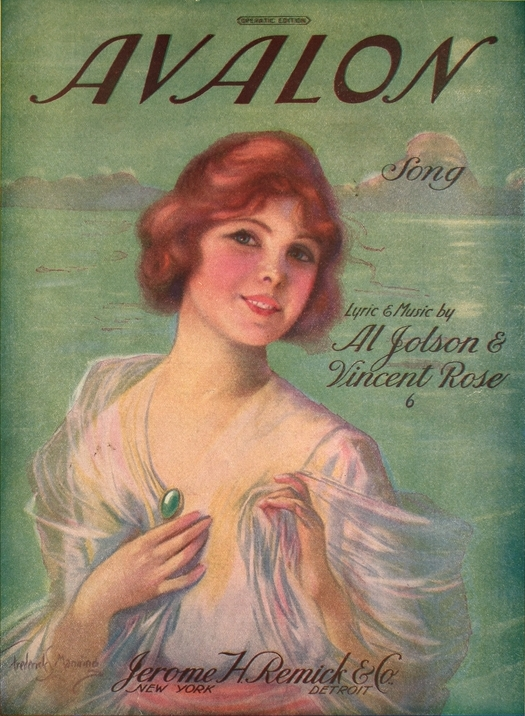
Titelblatt des Avalon (1920)

Avalon ist ein Jazz-Titel aus dem Jahr 1920, der von Al Jolson, Buddy DeSylva und Vincent Rose geschrieben wurde.

## Geschichte
Die erste Version des Titels wurde 1921 von Jolson aufgenommen. Er hatte ihn auch in den Musicals Sinbad (1918/19) und Bombo (1921/22) verwendet. Der Song wurde bald zu einem populären Jazzstandard. Bereits im Oktober 1920 machte der deutsche Jazzpionier Eric Borchard als Eric Concerto's Yankee Jazz Band bei der Leipziger Polyphon davon eine Aufnahme auf einer 30-cm-Grammophonplatte. Im Dezember 1920 folgte Dajos Béla als „Künstler-Kapelle Sándor Józsi“ auf Odeon.
Im Mai 1921 nahm die Marek Weber Jazz-Kapelle den Titel für Parlophon in Berlin auf einer Grammophonplatte auf.
In den USA haben u. a. Benny Goodman, Cab Calloway (1934), Coleman Hawkins (1935) und Eddie Durham (1936) Versionen eingespielt. Das Benny-Goodman-Quartett spielte den Song 1938 in dem berühmten Konzert in der Carnegie Hall.
Die Melodie am Anfang des Songs ist aus der Arie E lucevan le stelle von Giacomo Puccinis Oper Tosca und war von Rose nur wenig modifiziert worden. Der Ricordi-Verlag als Agent von Puccini verklagte die Komponisten wegen Plagiats; Ricordi gewann den Rechtsstreit und bekam 25.000 $ zugesprochen, außerdem alle künftigen Einnahmen aus dem Titel.

## Versionen
- Red Nichols and His Five Pennies (27. Februar 1928)
- George Monkhouse and his Cambridge University Quinquaginta Ramblers (12. März 1930)
- Spike Hughes and his Dance Orchestra (23. Mai 1930)
- Joel Shaw and his Orchestra (August 1932)
- Billy Cotton and his Band (21. Juli 1933)
- Casa Loma Orchestra (16. August 1934)
- Cab Calloway and his Orchestra (4. September 1934)
- Scott Wood and his Six Swingers (18. Dezember 1934; 1. September 1936)
- Joe Venuti and his Orchestra (26. Dezember 1934)
- KXYZ Novelty Band (29. Januar 1935)
- Coleman Hawkins (2. März 1935)
- Quintette du Hot Club de France (Juli 1935)
- Jimmie Lunceford and his Orchestra (30. September 1935)
- Harry Roy and his Orchestra (8. November 1935)
- Val Rosing and his Swing Stars (18. November 1935)
- Ballyhooligans (7. Juli 1936)
- Benny Goodman Quartet (29. Juni 1937; 28. September 1937; 16. Januar 1938)
- Joe Daniels and his Hotshots (28. September 1937)
- Alix Combelle et son Orchestre (4. Oktober 1937)
- Harry James and his Orchestra (13. Juli 1939; 8. November 1939)
- Willie Lewis and his Negro Band (27. Juni 1941)[11]
- Max Raabe auf MTV Unplugged (2019)
- Bekow-Dixielanders auf CD (2001, GEMA-Nr. 2002610)